# Constant Monjaret
Pour les articles homonymes, voir Monjaret.
Constant Monjaret, né le 14 mars 1922 à Saint-Igeaux et mort le 19 octobre 2009 à Paimpol, est un homme politique français.

## Biographie

### Français libre
Le 18 juin 1940, il s'embarque avec son frère Joseph à Loguivy-de-la-Mer.

### Carrière politique
Aux élections législatives de 1946, il est élu député à 24 ans sous l'étiquette du MRP. Il est le benjamin de l'Assemblée nationale.
Lors des élections municipales de 2008 à Plouha, il préside le comité de soutien à Éric Duval.

### Engagement associatif
Il préside l'Association départementale des Français libres des Côtes-d'Armor jusqu'en 2005, puis en devient le président d'honneur jusqu'à son décès.